# Tổng lãnh thiên thần Gabriel
Trong các tôn giáo khởi nguồn từ Abraham, Gabriel (tiếng Do Thái: גַּבְרִיאֵל, hiện đại Gavri'el Tiberian Gaḇrî'ēl, nghĩa là "Thiên Chúa là sức mạnh của tôi", tiếng Ả Rập: جبريل, Jibril hoặc جبرائيل Jibrā'īl) là một tổng lãnh thiên thần thường được coi là một sứ thần của Thiên Chúa gửi tới một số người.
Trong Kinh Thánh, Gabriel được đề cập trong cả Cựu Ước và Tân Ước. Trong Cựu Ước, ông đã xuất hiện như nhà tiên tri Daniel, cung cấp giải thích về thị kiến của Daniel (Daniel 8: 15-26, 9: 21-27). Trong Phúc Âm Luca, Gabriel hiện ra với Zecharias, và tiên báo cho cô gái đồng trinh Maria biết sự ra đời của Gioan Baotixita và việc cô sẽ mang thai là Chúa Giêsu (Luca 1: 11-38). Trong Sách Daniel, ông được gọi là "người đàn ông Gabriel", trong khi ở Phúc Âm Luca, Gabriel được gọi là "một thiên sứ của Chúa" (Lc 1:11). Gabriel không được gọi là một thiên sứ trong Kinh Thánh, nhưng được gọi như vậy trong thời kỳ giữa Cựu Ước và Tân Ước như nguồn Sách Enoch. Trong Công giáo Rôma, Anh giáo, Giáo hội Luther, và Chính Thống giáo Đông và Tây Phương, các tổng lãnh thiên thần Micae, Raphael, và Gabriel còn được gọi là thánh.
Trong Hồi giáo, Gabriel (Jibra'il) được coi là một trong bốn tổng lãnh thiên thần mà Thiên Chúa đã gửi với thông điệp thiêng liêng của mình đến các vị tiên tri khác nhau, bao gồm Muhammad. Trong chương thứ 96 của Kinh Qur'an, sura Al-Alaq được người Hồi giáo coi là surah đầu tiên Gabriel thông báo cho Muhammad.